# Eisenberg (Turyngia)
Eisenberg – miasto powiatowe w Niemczech, w kraju związkowym Turyngia, siedziba powiatu Saale-Holzland. W 2009 liczyło 11 087 mieszkańców.
Miasto pełni funkcję "gminy realizującej" (niem. "erfüllende Gemeinde") dla pięciu gmin wiejskich: Gösen, Hainspitz, Mertendorf, Petersberg oraz Rauschwitz.
Miasto było w latach 1680-1707 stolicą Księstwa Saksonii-Eisenberg.

## Współpraca
Miejscowości partnerskie:
- Eisenberg (Pfalz), Nadrenia-Palatynat
- Menden (Sauerland), Nadrenia Północna-Westfalia
- Soissons, Francja
- Stadthagen, Dolna Saksonia